# 조직 지원 인식
조직 지원 인식 또는 조직 후원 인식(perceived organizational support)은 조직이 종업원의 조직에 대한 기여도와 종업원의 복지를 가치 있게 여기는 정도에 대한 종업원의 전반적인 인식을 의미한다. 조직을 의인화 하여 조직 후원을 조직의 종업원에 대한 몰입이라고 정의하며, 조직후원인식은 이런 조직의 몰입을 바탕으로 결정되는 종업원들의 상호호혜의 의무라고 해석한다. 종업원은 조직으로부터 받은 지원을 대가로 조직에게 긍정적인 반응이고 그에 따라 행동하려고 노력한다. 이는 종업원의 자발적 동기부여로 이어진다고 할 수 있다. 종업원이 조직 지원인식으로 기대하는 것은 가시적인 금전적이고 일시적인 보상뿐만 아니라 비가시적인 장기적 보상도 기대한다. 이는 조직후원인식이 조직이 제공하는 임금, 승진 훈련의 기회여부와 같은 가시적 보상뿐만 아니라 공정성, 직무설계를 통한 자율성과 개인에게 피드백의 제공 같은 내재적 보상을 통해서도 인식될 수 있다는 것을 의미한다.

## 선행연구
조직후원인식에 대한 선행연구는 직원의 조직에 대한 관심이 조직의 노력에 대한 직원의 관심과 양의 상관 관계가 있다는 관찰에서 시작되었다. 1950년대 연구자들은(March&Simon, 1958; Etzioni, 1961; Levinson, 1965) 조직원이 조직의 지원에 대한 인식을 지각한다는 것을 제안하였으며, 조직의 지원에 관한 인식이 여러 직무태도와 양의 상관관계가 있다는 것을 밝혔다. 이러한 연구 문헌들은 조직의 긍정적인 지원이 안정적인 업무환경을 제공한다는 사실을 나타낸다. 그 후 1986년 eisenberger와 동료들이 처음으로 조직후원인식을 개념으로 제시하였다.
이외의 다른 연구
House(1981)는 불안정한 직무상황에 대해 조직의 후원은 개인의 자존감을 높여주고, 상황에 따른 정보제공을 통해 종업원 개인의 긴장을 완화시키는 역할을 한다고 하였다.
Georget et al.(1993)은 조직후원인식은 필요할 때 조직의 도움이 가능하다는 확신을 갖게 한다고 하였다.
Vanderzee et al.(1997)는 내재론자가 외재론자들보다 조직후원인식이 더 높다고 주장했다. 이유는 개인의 내재적인 요소(노력과 의지 등)에 따라 결과가 좌지우지 될 수 있다고 믿는 '내재론자'들이 외부적인 요소에 의해 결과가 달라진다고 믿는 외재론자에 비해 훨씬 더 강하게 조직 내에서 인정받고 있음을 느끼기 때문이다.

## 하위차원
조직후원인식의 하위차원으로 정서적 지원과 수단적 지원이 있다. 정서적 지원은 조직이 종업원의 개인적, 사회적복지에 관심을 가지고 있으며, 종업원에게 긍정적인 지지를 표현하는 것을 의미한다. 반면, 수단적 지원은 과업 관련 업무를 수행시 종업원들에게 직접적으로 도움을 주거나 물직적인 지원을 의미한다. 즉, 정서적측면은 종업원들의 복지나 심리적인 지원을 의미하고, 수단적 측면은 종업원들이 목표나 과업을 달성하는 데 이용되는 물질, 정보 사람측면의 지원을 의미한다.
조직후원인식의 학자별 구성개념
| 연구자                 | 구성개념 |
| ---------------------- | --- |
| Andrews & Kacmar(2001) | 자유재량에 의한 보상, 조직 구성원의 몰입, 조직 구성원의 신뢰                                                                               |
| Shore & Shore(1995)    | 경영자, 상사, 동료의 신뢰와 지원에 대한 인식, 종업원에 대한 투자(훈련, 개발, 교육을 위한 휴직), 승진율, 임금인상과 보너스 같은 재정적 보상 |
| Guzzo et al.(1994)     | 재정적 유인, 일반적 지원, 가족지원 |
| Shore & Wayne(1993)    | 재정적 유인, 일반적 지원, 가족지원, 개발지원, 승진, 공정성, 의사소통, 의사결정에의 참여                                                    |

## SPOS 조직후원인식 측정방법

### 전제
- 7점 리커트척도로 측정한다. (1점 = 매우 반대, 7점 = 매우 동의)

- 질문이 긍정적이면 긍정적인 답변을 유도할 가능성이 있으므로 질문의 반은 긍정, 반은 부정형이다.[7]

### 설문 문장들
1. 조직은 조직의 웰빙에 대한 나의 기여를 가치있게 여긴다.
2. 만약 조직이 나를 대체할 수 있는 누군가를 더 낮은 급여에 고용할 수 있다면 조직은 그렇게 할 것이다.
3. 조직은 나의 부가적인 노력에 감사하지 않을 것이다.
4. 조직은 나의 목표와 가치를 강하게 고려해준다.
5. 조직은 질병으로 인한 나의 긴 부재를 이해해줄 것이다.
6. 조직은 나의 불만사항을 무시할 것이다.
7. 조직은 나에게 영향을 미치는 결정을 내릴 때, 내게 가장 이득이 되는 바를 무시할 것이다.
8. 내가 문제가 있을 때, 조직으로부터 도움을 얻을 수 있을 것이다.
9. 조직은 나의 웰빙에 대해 진심으로 생각해준다.
10. 조직은 내가 내 업무를 최대의 능력을 발휘하여 수행할 수 있도록 하기 위해 기꺼이 사업을 확대할 것이다.
11. 조직은 내가 개인사 때문에 부재할 시에 이해해줄 것이다.
12. 만약 조직이 내 업무를 할 수 있는 더 효율적인 방법을 찾는다면 그들은 나를 그 방법으로 대체할 것이다.
13. 조직은 내 담당에서 정직한 실수를 저질렀을 경우 용서해줄 것이다.
14. 조직이 나를 대체하고 싶을 때, 내 업무는 약간의 감소만 있을 것이다.
15. 조직은 나의 나머지 직장생활 때문에 나를 고용한다면 얻을 것이 거의 없다고 생각한다.
16. 내가 내 업무를 최고로 잘 수행하더라도 조직은 알아채지 못할 것이다.
17. 내가 내 일을 최고로 행해 내더라도 조직은 알아채지 못할 것이다.
18. 조직은 내 업무환경 변화에 대한 합리적인 요청을 받아들일 것이다.
19. 내가 그만둔다면 조직은 나를 다시 돌아오게 하려하기보다 새로운 누군가를 고용하길 선호할 것이다.
20. 내가 특별한 부탁이 있다면, 조직은 나를 기꺼이 도울 것이다.
21. 조직은 나의 전체적인 직무 만족도를 고려한다.
22. 기회가 있다면, 조직은 나를 이용할 것이다.
23. 조직은 나에게 관심이 거의 없다.
24. 내가 그만둔다고 결정한다면, 조직은 나에게 머무르라고 설득할 것이다.
25. 조직은 나의 의견에 귀 기울여준다.
26. 조직은 나를 고용한 것이 분명한 실수라고 생각한다.
27. 조직은 나의 업무 결과물을 자랑스럽게 여길 것이다.
28. 조직은 이윤을 내는 것보다 나에게 더 관심이 많다
29. 조직은 내가 업무를 제시간에 끝내지 못할 경우, 이해해줄 것이다.
30. 조직이 더 많은 이윤을 창출하게 된다면, 내 급여인상을 고려할 것이다.
31. 조직은 누구나 내가 업무수행을 하는 만큼 내 업무를 수행할 수 있을 것이라고 생각한다.
32. 조직은 내가 받을 만한 자격이 있는 것을 나에게 지불하는 것에 동의 하지 않을 것이다.
33. 조직은 내가 적임인 업무에서 가능한한 최고의 업무를 주려고 한다.
34. 만약 내 업무가 사라진다면, 조직은 나를 새 업무로 옮기게 하는 것보다 해고하는 것을 선호할 것이다.
35. 조직은 내 업무를 가능한 흥미있게 만들도록 노력한다.
36. 나의 상사는 내가 조직구성원인 것에 대해 자긍심을 느낀다.[8]

### 각 항목의 의미
26, 36번: 조직의 멤버로서 어떤 사람인지
1, 27, 31: 직원의 업무수행
15: 직원의 미래 가치에 대한 기대
3: 직원의 부가노력에 대한 기대
4, 25: 직원의 목표와 의견에 대한 고려
32: 공정한 급여에 대한 조직의 고려
33: 직원의 재능의 최대발휘
35: 직무 강화
21: 직원의 직무만족도
7, 9, 22, 23, 28: 직원의 웰빙
10: 조직이 가상의 상황에서 직무 문제를 해결할 의지를 포함한 것들을 받아들일 것 같다고 여기는 직원에게 영향을 끼치는 행동
2: 직원을 더 낮은 급여를 받고 일하는 사람으로 대체하는 것
6: 직원의 가능한 불평들에 대한 응답
13: 실수
4: 잘못된 업무수행
17: 향상된 업무수행
18: 요청된 직무환경의 변화
20: 요청된 특별한 부탁
24: 퇴사 결정
29: 제시간 업무수행의 실패
12, 34: 잇따르는 직무 진부화된 직원 유지
19: 승진기회

## 조직후원인식의 선행요인

### 선행요인에 관한 기존연구 구분기준
선행요인에 관한 기존연구는 주로 두 가지로 구분이 가능하다.
조직후원 인식의 선행요인과 결과요인에 관한 연구와 조직후원인식과 유사한 개념간의 관계를 구분하는 연구로 구분이 가능하다.
조직후원인식 형성과정에 대한 선행변수 연구는 네 가지로 구분할 수 있다.
첫째, 물질적 보상의 제공에 따라서, 재정적 지원, 훈련과 개발의 기회부여, 승진
둘째, 비물질적 보상의 제공에 따라서 공정성, 의사결정, 의사결정에의 참여
셋째, 직무특성 변수에 따라서 자율성, 다양성, 피드백과 같은 직무 특성변수
넷째, 정서와 같은 개인특성 변수로 요약할 수 있다.

### 기존연구 사례
(연구사례1) 내적 통제위치를 가진 사람이 외적 통제위치를 가진 사람보다 조직후원인식이 더 높은 것으로 나타났다.
(연구사례2) 통제의 위치와 조직후원인식이 긍정적인 상관관계를 가지는 것으로 나타났다.
(연구사례3) 내재적 보상을 통한 자율성을 증가시키는 것은 조직이 종업원에 대해 관심을 가지고, 인정한다는 것을 느끼게 한다.
자율성이 증가하게 되면, 종업원은 업무와 그 결과에 대해 강한 개인적 책임감을 가지기 때문에, 내재적 동기를 유발시킨다.
이는 조직후원인식의 형성에 긍정적인 영향을 미치는 것으로 나타났다.
조직후원인식의 선행변수에 대한 기존의 연구들은 두 개의 선행변수로 요약할 수 있다.
하나는 최고경영자, 상사, 동료들을 신뢰하고, 지원한다는 인식이며,
다른 하나는 조직이 투자하는 훈련과 개발, 교육을 위한 휴직과 같은 인적자원관행과 승진, 임금인상과 보너스 등의 재정적 보상과 같은 조직의 인정이다.
이 외에도 조직, 신뢰, 복지 그리고 공정성 등이 연구되고 있으며, 동시에 조직의 도덕성과 리더십에 의해서도 영향을 받는다는 연구가 있다.
이러한 연구들을 종합해보면, 조직후원인식에 영향을 주는 선행변수는 공정성 변수로 보상에 대한 분배공정성과 절차공정성, 조직의 성과평가에 대한 절차공정성이 많았다.

### 선행요인의 종류

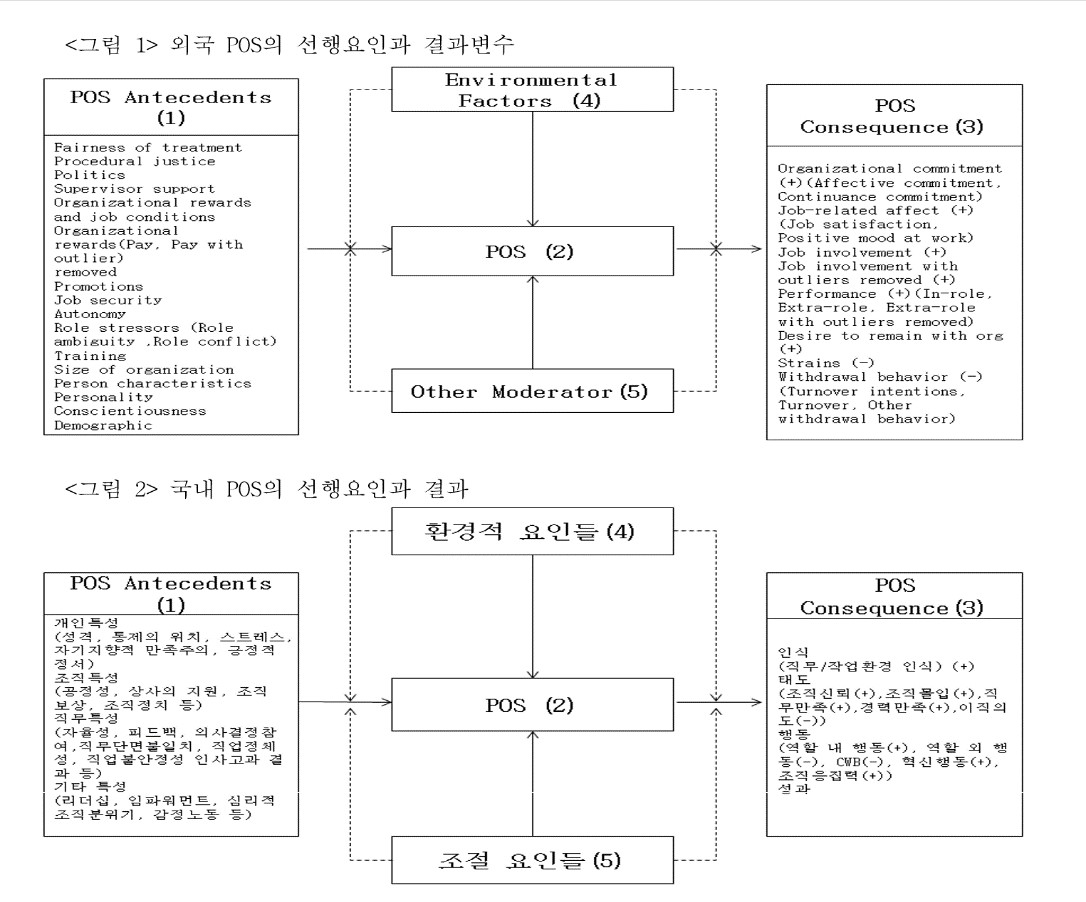
조직후원인식 선행요인

국내에서 연구된 조직후원인식의 선행요인 변수로는 4가지가 있다.
첫째, 개인특성(성격, 통제의 위치, 스트레스, 자기 지향적 만족주의, 긍정적 정서),
둘째, 조직특성(공정성, 상사의 지원, 조직보상, 조직정치 등),
셋째, 직무특성(자율성, 피드백, 의사결정참여, 직무단면 불일치, 직업정체성, 직업불안정성, 인사고과 결과 등),
넷째, 기타특성(리더십, 임파워먼트, 심리적 조직분위기, 감정노동 등)이 있다.
이에 Eisenberger(2002)는 조직몰입을 추가로 제시하였다.

#### 조직공정성
조직 내에서 공정성의 원천을 분배공정성(distributive justice)과 절차공정성(procedural justice)으로 구분한다.
분배공정성은 공정성의 인식하는 척도를 종업원이 조직을 통해서 받는 임금과 같은 보상의 크기에 따라서 판단한다.
절차공정성은 그러한 보상의 크기를 결정하는 데 사용된 수단에 따라서 판단한다.
두 조직공정성은 종업원의 태도와 조직의 성과, 더 나아가 종업원과 상사의 관계 등 조직 내 다양한 변수와 관계를 맺고 있기 때문에 중요하다.
조직에서 개인의 공정성 인식은 조직이 개인을 중요하게 간주한다는 조직후원인식에 중요한 선행요인 중 하나이다.
개인은 일반적으로 조직목표를 달성하기 위해 노력하고, 그 대가로 조직으로 특정한 보상을 받게 되는데, 이 과정에서 조직이 개인에게 보상하려는 노력을 통해 조직이 개인을 얼마나 배려하고, 종업원을 위하여 얼마나 노력하며, 중요하게 여기고 있는가에 대한 판단기준을 형성한다.
개인의 노력에 대한 조직의 공정성에 기반한 평가가 없다면, 조직이 종업원의 노력과 기여를 가치 있게 여기고 있다는 믿음인 조직후원인식의 형성을 기대하기 힘들다.
그래서 조직은 조직후원 인식을 높일 수 있는 평가제도의 확립이 필요하다.
즉, 인사관리 및 평가가 제대로 이루어지고 있는지, 종업원에게 물질적 보상인 임금이 올바른 절차로 정해지는지, 대표적인 비물질적 보상인 승진이 공정성에 맞게 이루어지는 지를 살펴볼 필요가 있다.

#### 임금
- 임금이란 개인의 노력에 대해 주어지는 총체적인 보상이다. 임금은 근로자가 기여함에 대한 보상이라고 하는 교환관계의 매개물이며, 동시에 관리자의 입장에서는 경영관리의 대상이다.
- 임금과 성과간의 관계에서 보상문제는 가장 중요한 결정요소이다. 또한, 직무만족과 동기부여간의 관계에서 종업원들의 임금이 그들의 성과와 연결될 때 일에 대한 동기부여가 증가되고, 높은 생산성을 띠며, 종업원들이 일에 대해 전반적으로 만족하는 경향이 있다. 그래서 조직후원인식을 종업원에게 인식시키기 위해서는 임금 문제를 고려해야한다. 임금은 조직이 개인들의 공헌을 평가한 결과물로 볼 수 있다. 그래서 임금과 조직후원인식과의 상관관계를 중요하게 생각해 볼 수 있다.[11]

#### 승진
- 승진(promotion)은 수직적인 이동의 한 형태로 조직에서 구성원의 직무서열 혹은 자격 서열의 상승을 의미한다. 승진은 지위의 상승과 동시에 임금, 권한, 책임과 같은 요소들이 함께 수반된다. 조직이 목표달성을 위해 조직목표와 개인목표를 동일시하는 것을 그 하위목표로 할 때, 승진은 조직구성원의 자아발전 욕구를 충족시키며, 조직의 입장에서는 효율적인 인적자원개발을 가능하게 한다. 즉,개인의 측면에서나 조직의 측면에서 모두 중요한 의미를 지닌다. 승진은 많은 조직구성원의 중요한 목적이고, 자아실현의 상징이며 동기의 유의성(valence)에도 가장 강하게 작용하고 있다.
- 승진은 조직구성원의 공정성에서도 중요한 요소로 작용한다. 그러므로 승진에 대한 관리는 총괄적인 인적자원관리에 중요한 역할을 담당하고 있다. 승진은 절차에 대한 명확한 기준 아래 객관적이며 공정한 제도로 운영되고, 합리적인 승진에 대한 정책이 추진될 때 종업원들은 조직으로부터 인정받고 있음을 느낄 것이며, 이는 조직몰입에도 영향을 미칠 것이다.[11]

#### 인사고과
- 인사고과란 조직관리자들이 구성원들의 행위를 조직의 목적에 적합하게 이끌어 내기위해 실시하는 인사평가제도이다. 조직에서 인사고과를 이용하는 이유는 상벌체계하에서 개인적 의사결정을 하기 위함과 종업원의 미래성과를 증진시키기 위함이다. 정확하고 공정하게 성과평가가 이루어지는 것 같다는 종업원의 지각은 인사고과시스템의 성공에 중요한 역할을 한다. 이는 종업원에 대한 조직의 몰입을 나타내며, 인적자원 관행의 대표적인 것에 해당된다. 성과개선을 목표로 하는 것은 인사고과시스템의 개발과 평가에서 중요한 것이며, 효과적인 인사고과시스템은 종업원의 태도를 개선시키는 좋은 결과를 낳는다.
- 효과적인 인사고과시스템은 직무관련 긴장을 줄이고, 직무만족을 증가시켜 결과적으로 직무성과의 개선으로 확대되고, 종업원 태도에도 영향을 미친다. 즉, 인사고과는 조직이 종업원에게 그들의 직무 성과에 주의를 기울일 뿐만 아니라 조직이 종업원에게 승진, 보너스와 같은 보상, 징계, 또는 훈련을 실시하려는 표시로 인식된다.
- 그러나 인사고과가 공정한 절차를 통해 올바르게 실시되지 않으면 인사고과의 의미가 없다. 인사고과는 주로 조직에서 개인의 평가를 위해 실행되는데, 이러한 실행이 단지 정기적인 관례화된 절차라면 종업원에 대한 동기부여로 올바르게 작용하지 못할 것이고, 그 수단성의 의미는 상실될 것이므로 올바른 절차를 통해 구성원들의 업적이 평가될 때 종업원의 태도 및 행동을 변화시킬 수 있게 된다.[11]

#### 상사에 대한 신뢰
- 조직에서 신뢰를 할 수 있는 분위기는 좀 더 효과적이고, 생산적인 작업환경을 만든다. 조직에서 신뢰하는 분위기는 조직원들의 서로 다른 아이디어를 자유롭고, 적극적인 자세로 공유하면서, 조직공동목표를 위해 노력한다. 이것은 신뢰와 커뮤니케이션 간에 상호적인 관계가 존재한다는 것을 의미한다. 특히 부하와 상사간의 의사소통에서 신뢰의 역할을 강조할 수 있다. 신뢰는 상사와의 의사소통에서 소통되는 정보량을 증가시키고, 좋지 않은 정보도 공개시키는 역할을 한다. 반면에, 낮은 신뢰수준에서는 정보를 조작하거나 감추려 할 것이다.
- 만약 조직이 구성원에 대한 신뢰를 잃게되면, 그 결과로 구성원들은 몰입감소와 낮은 근로의욕, 높은 결근,이직과 같은 부정적인 결과를 보인다. 즉 신뢰가 몰입과 신용에 긍정적인 영향을 미친다는 신뢰의 긍정적 측면을 강조하고 있다.
- 상사에 대한 신뢰는 사회적 교환관계의 대상으로 고려해 볼 수도 있다. 사회적 교환관계에서 신뢰를 바탕으로 할 때, 종업원은 훌륭한 성과와 시민의식행동(citizenship behavior)에 대해 조직이 보상할 것으로 신뢰하게 되며, 비록 보상이 즉각적으로 이뤄지지 않는다해도 결국 교환관계에 균형이 이루어진다고 믿게 된다. 조직을 대표하는 상사에 대한 신뢰는 장기적이고 비금전적인 관계를 맺는 데 영향을 미치는 중요한 요소로 여겨지고 있다.
- 따라서 상사에 대한 신뢰는 비물질적이고 관계적인 심리적 계약을 통하여 조직과 개인 간의 관계를 성립시키는 매개적 역할을 담당하게 될 것이다. 결국 그러한 신뢰는 종업원이 조직의 지원을 인식하고 그에 따라 형성하게 되는 태도 및 행동에 영향을 미치게 될 것이다.[11]

## 사회교환이론의 조절효과

### 사회교환이론과 조직후원인식의 개념
Blau (1964)는 조직상황에서 발생할 수 있는 교환관계를 경제적 교환과 사회적 교환으로 구분하였다. 이 중 사회적 교환 이론의 기본적인 틀은 다음과 같다. 한 객체가 다른 한 객체에게 호의를 제공하면 호의를 받은 쪽에서도 받은 호의를 되갚고자하는 의무감을 갖게 된다는 것이다.
조직 후원인식은 그러한 사회적 교환 관계가 조직과 구성원의 관계일 경우 형성된다. 조직이 구성원의 가치와 공헌을 인정하며 구성원들의 복지에 관심을 갖는 정도에 대해 조직 구성원들이 갖는 믿음의 총체가 조직후원인식이라고 할 수 있다.

### 조직후원인식의 조절효과로서의 사회적 교환이론
조직후원인식의 사회적 교환이론에 대한 논의는 Eisenberger et al (1990)에 의해 진행되었다. 사회적 교환이론을 바탕으로 제안된 조직후원인식은 조직 구성원이 조직으로부터 인정받고 있다는 믿음이 다시 구성원이 조직에 몰입할 수 있게끔 유도한다는 것이다. 즉, 조직 구성원이 조직으로부터 칭찬이나 인정과 같은 긍정적인 피드백을 받게 되면 구성원에 대한 조직의 후원은 증가하게 될 것이고, 이렇게 증가한 후원은 구성원을 조직에 몰입하게 만듦으로써 작업참여와 작업성과에 긍정적인 영향을 준다는 것이다. 이러한 프로세스를 통해 나타나는 결과변수로는 조직몰입과 조직에 대한 건설적인 제안 등이 있다고 제시하였다. 그 후, Shore & Wayne (1993), Settoon et al (1996)은 조직시민행동을 언급하였으며 Shore & Tetrick (1991)은 직무만족을 제시하였다.
Lynch et al (1999)은 상호호혜성의 교환프로세스로 나타나는 사회적 교환이론이 조직에서 후원을 제공받은 조직원 개인이 편익의 제공자인 조직에게 보답하고자 하는 의무감을 창출하는 보편적인 규범에 달려있다고 말했다. 이러한 사회적 교환이론의 접근법을 작업조직으로 확장 시켜 대입해 보면 종업원과 사용자의 관계는 조직이 제공하는 존중, 인정과 같은 사회ᆞ정서적 편익과 임금이나 인센티브와 같은 유형의 후원에 대한 대가로 종업원의 조직에 대한 노력과 충성심이 상호 호혜적으로 교환된다.

## 조직후원인식의 결과변수

### 조직몰입

#### 조직몰입 정의
조직몰입이란 조직의 목표와 이익을 충족시켜 주는 방향으로 활동하도록 내재화 된 규범적인 압력의 총체로서 조직의 구성원이 자기가 속해 있는 조직과 동일시하고 관여하며, 조직에 충성심을 다하려는 조직구성원의 의향이라고 정의했다. 즉, 조직의 목표와 가치를 수용하고 조직에 남으려는 욕구와 더불어 전체적인 조직목표를 달성하고자 하는 조직구성원 개인의 노력정도인 것이다.

#### 조직몰입의 종류
Meyer와 Allen (1991)은 조직몰입을 다차원적인 개념으로 설명하였다. 제시된 바에 따르면, 조직몰입은 개인이 조직에 몰입하는 동기에 따라 정서적 몰입, 규범적 몰입, 지속적 몰입의 세 가지 개념으로 나눌 수 있다. 우선, 정서적 몰입은 구성원이 조직에 대한 자기 자신의 동일시, 심리적 애착, 자부심 때문에 조직에 남으려 하는 것이다. 지속적 몰입은 개인이 이직을 함으로써 발생하는 비용을 고려하여 기존 조직의 보상에 만족하며 구성원 자신의 경제적 필요성 때문에 남아 있으려 하는 것이다. 마지막으로, 규범적 몰입은 조직에 대한 의무감 때문에 남아 있고자 하는 것으로 조직의 과업에 충실하고 조직 내 의무를 성실히 수행해야 한다는 내적 가치관이자 조직의 목적을 위해 스스로 행동하도록 지시하는 내적인 규범체계에 해당한다.

#### 조직후원인식과 정서적 몰입과의 관계
조직후원인식과 정서적 몰입사이의 관계는 Eisenberger et al (1986), Rhoades et al (2001), Wayne et al (1997)에 의해 주로 사회교환이론과 상호 호혜적 관점을 기반으로 설명되어 왔다. 개인은 조직으로부터 유형, 무형의 조직후원을 제공받고 인식한 후, 조직의 목표 달성을 위해 노력, 시간, 에너지로 구체화되는 정서적 조직몰입을 형성하게 된다.
이러한 정서적 조직몰입은 종업원들 개인이 조직에 보여준 노력을 조직이 가치 있게 여기고, 조직이 구성원들의 복지를 위하여 노력하고 있다는 사실을 인지할 때 그 수준이 높아진다고 했다.
O'Reilly & Caldwell(1981), Salancik(1977)는 개인들의 조직 환경에 대한 인식은 그들이 원래 갖고 있는 태도에 의해 결정된다는 입장이다. 이에 대한 이론적 설명은 조직후원인식과 정서적 몰입사이에 존재하는 사회교환이론의 설명과 상반된 입장을 취한다. 조직 내 개인들의 조직후원인식 수준은 그들이 원래 갖고 있는 정서적 몰입 수준에 의해 결정된다고 생각하기 때문이다.
앞선 두 견해와는 달리 조직후원인식과 정서적 몰입 사이 관계는 비회귀적 관계라는 주장도 있다. 조직후원인식은 정서적 몰입에 영향을 미치며, 동시에 정서적 몰입도 조직후원인식에 영향을 준다는 것이다.

### 직무만족

#### 직무만족의 중요성
조직에서는 종업원의 직무만족에 따라 태도와 행동이 변할 수 있다. 예를 들어, 조직에서 종업원의 직무만족이 높으면 종업원은 조직의 목표를 달성하기 위하여 자발적으로 협조하며, 조직과 상사에게 충성을 한다. 또한 조직이 어려운 일에 직면하였을 때, 이러한 난관을 극복하기 위해 노력하며, 조직 내 규칙과 규율을 준수한다. 더 나아가, 개인적으로 자신의 직무에 더 많은 흥미를 느끼게 되고, 조직의 구성원임에 대하여 자긍심을 갖게 된다.
뿐만 아니라, 조직 구성원의 직무 만족은 조직의 운영을 평가하는 중요한 기준이 될 수 있다. 조직 구성원이 자신이 맡은 직무에 만족을 느끼면 직무 환경에 대해 매우 긍정적인 태도를 가지게 되며 반대로, 조직 구성원이 직무에 대해 불만족을 느끼면 직무 환경에 대해 부정적인 태도를 갖기 때문이다. 그렇기 때문에 조직 구성원이 직무에 불만족 한다면 조직 구성원 개인과 조직의 발전을 가져올 수 없다.

#### 직무만족의 학자별 정의
Porter & Steers (1973)는 직무만족은 한 개인이 그 직무에 대해서 기대하는 결과와 그 개인 받게 될 결과간의 차이라고 하였다.
Smith (1955)는 직무만족을 개별적 직무를 통해서 경험되는 모든 감정의 총화 내지는 균형 상태로 좌우되는 태도라 정의했다.
Toder (1985)는 직무자체부터의 만족과 직무와 관련된 요인으로부터 만족이 통합되어 형성되는 것이라 정의하였다.
Arnold와 Feldman (1988)은 직무만족을 개인들이 자신의 직무에 대해 가지는 긍정적인 감정이나 느낌의 양으로 정의하였다.

#### 직무만족 정의의 한계
직무만족에 대한 여러 학자들의 정의가 있지만, 아직까지 일반화되어 있지 않다. 그 이유는 직무만족을 경험적으로 측정하기 위해서 조사된 내용과 대상이 다르기 때문이다. 여러 개념들을 종합하여 공통적인 부분을 살펴보았을 때, 직무만족은 조직 구성원들이 자신의 욕구와 가치, 그리고 태도 및 신념 등의 수준에 따라 직무와 관련하여 얻게 되는 긍정적인 감정 상태로 이해할 수 있다.
이재원 (2008)의 연구에서 또한 직무만족의 명확한 개념을 정의하기는 어렵다고 하였다. 이는 직무만족이라는 것 자체가 개인이 자신의 직무에 대하여 갖는 일종의 정신적인 태도나 가치관에 관한 것이기 때문이다.

#### 직무만족의 요인
직무 자체가 과업, 역할, 유인체제 및 보상등과 같은 복합적 개념으로 이루어져 있고 직무만족의 요인별 명확한 분리가 어려워 어떤 요인들이 직무만족에 영향을 미치는가를 명확히 규명한다는 것은 어려운 일이다. 하지만 직무만족에 영향을 미치는 요인들을 연구한 몇몇 학자들의 선행연구를 살펴봄으로써 공통된 견해를 발견하고 직무만족의 요인을 이해하는데 도움이 될 수 있다.
Gilmer는 직무만족의 결정요인으로 ①안정, ②승진, ③임금, ④직무의 본질적 측면, ⑤감독, ⑥직무의 사회적 측면 ⑦의사소통, ⑧작업환경, ⑨복지후생 등 9가지 요인을 들고 있다.
Locke는 직무만족요인을 ①업무, ②임금, ③승진, ④인정, ⑤복리후생, ⑥작업환경, ⑦감독, ⑧동료, ⑨회사 경영방침 등으로 제시하였다.
Hackman과 Lawler (1971)는 직무의 다양성, 자율성, 직무파악, 피드백이 직원들로 하여금 높은 동기부여와 만족도를 갖게 한다고 하였다.

#### 직무만족과 조직후원인식과의 관계
김희진 (2013)의 호텔기업 연구에 따르면 직원들의 조직후원인식이 직무만족에 유의미한 영향을 준다고 하였다. 따라서 호텔직원들의 직무만족을 높이기 위해 경영진들은 조직후원인식의 중요한 지표들을 고려할 필요가 있다고 밝혔다. 조직후원인식의 중요 지표로는 조직구성원의 자유로운 의사결정과 다양한 복리후생 프로그램 개발에 대한 투자 등이 있다. 이동욱 (2008) 또한 조직후원인식과 직무만족 사이의 유의한 관계를 주장하였다. 위 연구에서는 구체적으로 조직 후원인식과 직무만족과의 영향 검증을 위한 연구모형에서, 조직후원인식 항목 중에서 '내가 추구하는 목표와 가치를 회사가 고려해 줄때' 직무만족에 더 큰 영향을 미치는 것으로 나타났다.

### 혁신행동

#### 혁신 행동의 중요성
기업은 종업원들이 담당직무에서 요구되는 역할 행동을 충실히 하는 것 이외에도 규정된 역할 이상의 혁신적인 행위를 수행해주기를 바란다. 기업 혁신의 주체는 새로운 아이디어를 개발, 공유, 실행하는 개별구성원들이기 때문에 이들의 자발적 혁신행동은 조직의 지속가능한 경쟁우위를 창출하고, 유지하는 중요한 원천이다.
조직후원인식의 지각은 조직의 성과 향상을 위해 요구되는 다양한 역할 외 행동을 증가시키는 것으로 알려져 있다. Amabile et al. (1996)은 조직후원인식이 개별 조직구성원의 창의성을 높일 수 있음을 제시했으며, 설홍수(2006), 이연택·이도연·김종우 (2007)는 조직후원인식과 혁신행동이 유의미한 관계가 있음을 발견했다.

#### 학자별 혁신행동의 개념
Kanter (1988): 혁신행동은 1. 문제에 대한 인식과 새로운 아이디어의 채택 또는 해결책의 생성으로부터 시작된다. 2. 새로운 아이디어의 실현을 위해 지지자들의 연합을 구축하도록 시도한다. 3. 아이디어를 구체적인 상품이나 서비스 또는 대량 생산체제로 전환하는 활동이다.
Farr & Ford (1990): 조직 구성원이 자신의 과업을 수행하기 위해 개발 또는 도입, 활용하는 혁신을 과업역할혁신이라고 한다. 혁신행동은 자신의 과업역할에 새롭고 유익한 아이디어를 도입하여 과업 수행방법 및 절차 등을 획기적으로 변화시켜 과업수행결과의 향상을 꾀하는 행동이다.
Scott & Bruce (1994): 혁신적 행동을 아이디어의 개발과 실행을 포함하는 과정으로 정의한다. 구체적으로 새로운 기술이나 제조 공정 혹은 제품아이디어를 찾고자 하며, 창의적인 아이디어를 창조하고, 다른 사람들의 아이디어를 증진시키며, 새로운 아이디어를 실행하기 위해 필요한 자금을 확보하고, 적합한 계획을 수립하며 스케줄을 개발하는 행동이다.

### 반생산적 과업행동

#### 정의
반생산적 과업행동은 조직구성원의 직무성과에 부정적 영향을 미칠 뿐만 아니라 조직전체의 효과성을 잠식시키는 개인의 의도적이며 자발적인 행동이다.

#### 반생산적 과업행동의 종류
1. 반생산적 개인행동(counterproductive individual behavior): 회사 내의 동료들에게 해를 미치는 것. 예를 들어 언어적 폭력이나 모욕감, 타인에 대한 비난 등의 특정인에게 심리적, 물리적 고통을 주는 행위로 구성된다.[24]
2. 반생산적 조직행동(counterproductive organizational behavior): 회사 전체에 해를 끼치는 것. 조직재산의 사적 유용이나 시설의 의도적 손상, 의도적인 작업지체 등과 같은 행위가 포함된다.[25]

#### 반생산적 과업행동 결과
반생산적 과업행동은 조직에 막대한 개인적, 사회적, 재무적 비용을 초래한다. 주목할 점은 과업성과나 조직시민행동 측면에서 우수한 직원들이 흔히 이러한 반생산적 과업행동을 보인다는 것이다.

#### 원인
개인의 반생산적 과업행동은 조직의 직무특성이나 관리방식에 의해서 영향을 받는다. 먼저 직무특성은 개인의 반생산적 과업행동에 영향을 줄 수 대표적 요인이다. 직무를 하면서 겪는 역할갈등, 모호성, 대인관계 갈등, 상황적 제약과 같은 스트레스는 개인의 부정적 감정을 증가시키고, 이것은 반생산적 과업행동을 유도한다. 또한, 개인들은 조직으로부터 받는 다양한 보상의 배분과 이와 같은 보상을 결정하는 절차, 규칙, 과정에서 느끼는 불공정은 반생산적 과업행동을 증가시키는 중요한 요인이다.
많은 연구들은 반생산적 과업행동의 주요 결정요인으로 개인의 성격 특성에 초점을 맞추어 왔다. 구체적으로 성격 5요인 중 성실성과 친밀성은 반생산적 과업행동과 역의 관계를 가진다는 증거들이 존재한다. 이러한 긍정적 성격요인과 함께 이른바 '어둠의 삼형제'라고 불리는 부정적 성격요인은 반생산적 과업행동과 밀접한 관계가 있는 것으로 나타나고 있다. 성격의 어둠의 삼형제는 자신의 목표를 달성하기 위해 타인이요, 조작하려는 대인 관계적 기질인 마키아벨리즘과 자신의 중요성과 특출함에 과하게 중시하는 나르시시즘, 마지막으로 반사회적 인격 장애인 사이코 패스의 세 가지를 의미한다.
마키아밸리즘 성향의 개인은 목적을 위해 수단을 정당화하려 하기 때문에 타인에 대한 반생산적 과업행동을 서슴없이 하는 경향이 있다. 나르시시즘 성향의 개인은 스스로의 자존감에 상처를 입었을 경우에 반생산적 과업행동을 보이기도 한다. 특이점은 성과가 높은 직원이나 조직 내 리더들에게서 이러한 부정적 성격들이 흔히 발견된다는 점이다. (예: 한 연구에 따르면 영국기업의 임원들의 3%가 사이코패스 성향인 것으로 밝혀졌다. 따라서 조직은 우수한 조직구성원들의 반생산적 과업행동을 해결하기 위해 다방면으로 노력해야 할 것이다.

#### 반생산적 과업행동 관리 방법
다음은 조직이 반생산적 과업행동을 관리하기 위한 일차적 방법들이다.
1. 종업원 선발과정에서 정직성검사나 거짓말 탐지기, 약물검사 등과 같은 객관적 테스트 등을 사용
2. 종업원 참여와 재량권을 확대할 수 있는 직무설계와 공정한 인적자원시스템의 설계와 운영
3. 덧붙여 조직들은 반생산적 과업성과가 반드시 저성과자에게서만 나타나는 행동이 아니라는 점을 인식[28]

## 한계점
첫째, 조직후원인식이 조직분위기와 구분되는 개념인가에 대한 의문이다.
조직후원인식은 종업원 각자의 개인의 작업에 기반을 두고 있으며, 조직구성원으로서 종업원에게 몰입하는 정도에 대한 종업원의 지각을 나타낸다. 반면 조직분위기는 종업원들이 다른 사람과 함께 공유하는 작업 환경에 대한 개인적 해석을 반영한다. 비록 두 개념이 개념적으로는 구분되어 있지만, 두 개념 모두 작업환경의 문제와 관련되어 있다.
둘째, 측정도구에도 많은 한계점이 있다.
조직후원인식의 측정을 위한 방식은 Eisenberger와 그의 동료들에 의하여 개발된 36문항의 단일 차원의 설문인 SPOS를 이용하고 있다. 그러나 본 설문은 각기 다른 개념의 많은 항목들을 포함하고 있다. 그러한 항목으로는 직무충실과 의사결정에서의 참여수준을 대표적으로 들 수 있는데, 이러한 개념들은 인과적 선행변수로 지각된 조직적 지원에 영향을 미칠 가능성이 있으며, 이와 같은 문항들이 조직후원지원을 대표하는 설문이라고 하기에는 한계가 있다. 즉, POS의 개념을 주로 사회적, 정서적 지원의 측면에 초점을 맞추고 있으나 조직지원의 다른 측면(수단적 측면)을 간과하고 있다. 이는 종업원에 의해서 지각된 측면에만 초점을 맞추고 조직측면에서의 구체적 지원행동등은 고려하지 않았다는 것을 의미한다. 따라서 조직후원인식에 대한 개념적 명확화나 측정의 변수의 구체화가 미흡하다.
또한, 조직후원인식이 구성원의 행동에 구체적으로 영향을 미치는가에 대한 객관적 연구가 부족하다. 조직후원인식에 대한 연구는 대부분 직무만족, 정서적 몰입, 이직의도, 기타 종업원의 인식에 대한 연구이며, 이직률 등 종업원의 행동과 관련된 일부 연구에서 관련성이 낮은 것으로 나타났다. 뿐만 아니라, 각 조직마다 선행요인이 다르고, 세분화되어 있기 때문에 일반화된 36문항으로는 정확한 조직후원인식 정도를 측정할 수 없다.
셋째, 조직후원인식의 일반화(외생변수) 가능성 여부다. 조직후원인식이 다양한 조직적 배경에서 기존의 연구와 같은 결과가 나타날 것인가에 대한 의문도 제기될 수 있다.
예를 들면 경기침체기에도 조직후원인식이 조직몰입에 긍정적 영향을 미칠 것인가에 대한 의문이다. 그리고 기업의 규모에 관계없이 조직후원인식이 조직몰입이나 직무만족 등과 관련성이 유지 될 것인가에 대한 분석이 필요할 것이다. 따라서 다양한 조직적 상황에서 조직후원인식이 연구되어야 할 것이다.
마지막으로 조직후원인식이 과연 상사차원(개인) 지원인지 조직시스템 차원인지 조직문화가 지원하는 상황인지가 매우 중요하다.
개인차원, 시스템 차원, 조직문화차원의 3가지 관점에서 향후 연구자들이 이 문제를 구분하여 연구할 필요성이 있다.

## 같이 보기
- 감정 소진
- 호혜성 규범